# IX Cuerpo de Montaña SS
El IX Cuerpo de Montaña SS (croata) (en alemán: IX. Waffen-Gebirgskorps der SS (Kroatisches)), más tarde simplemente IX Cuerpo de Montaña SS, era un cuerpo alpino de las Waffen-SS que entró en acción en el Frente Oriental durante la Segunda Guerra Mundial.

## Historia
El IX Cuerpo de Montaña SS (croata) se creó el 21 de junio de 1944 en Bácsalmás, en Hungría, como una formación de mando para la 13.ª División de Montaña SS Handschar (1.ª croata) y la 23.ª División de Montaña Waffen-SS Kama (2.ª croata) bajo el mando del SS-Gruppenführer Karl-Gustav Sauberzweig. La 13.ª División SS no se transfirió inicialmente al cuerpo, ya que participó en la lucha contra los partisanos yugoslavos en el Estado Independiente de Croacia. En agosto, debido a las altas tasas de deserción de la 13.ª División SS, Sauberzweig propuso desarmar a los bosnios tanto en la 13.ª División SS como en la 23.ª División SS, pero Heinrich Himmler optó por transportar a los 2.000 bosnios de la 23.ª División SS desde Hungría a Bosnia y reorganizar las tropas restantes de ambas divisiones allí, con unidades de apoyo clave de la 13.ª División SS centralizadas bajo el IX Cuerpo de Montaña SS, que también se trasladaría a Bosnia desde Hungría.
En septiembre de 1944, el Ejército Rojo había avanzado hasta la frontera de Hungría, lo que colocó el área de entrenamiento del cuerpo cerca de las líneas del frente. La División Kama no estaba lista para el combate y fue disuelta; sus voluntarios pasaron a reforzar la Handschar y la 31.ª División Panzergrenadier SS. A mediados de septiembre, el cuerpo fue reforzado por varias divisiones de combate, incluida la Handschar, y entró en acción contra los partisanos yugoslavos.
En octubre, el cuerpo se trasladó a la línea del frente en Hungría, donde tomó el mando de cuatro divisiones de combate, la 13.ª División Panzer, la 60.ª División de Granaderos Panzer Feldherrnhalle, la 8.ª División de Caballería SS Florian Geyer y la 22.ª División de Caballería SS Maria Theresa. Todas estas divisiones habían estado involucradas en los recientes combates alrededor de Debrecen. Entre todas ellas, las divisiones apenas contaban con 60 tanques.
Como todas las unidades subordinadas eran ahora germánicas, el cuerpo fue renombrado como el IX Cuerpo de Montaña SS. El cuerpo recibió la orden de formar parte del 6.º Ejército, defendiendo los accesos a Budapest.
El 24 de noviembre de 1944, el cuerpo llegó a Budapest, con las divisiones ya habiendo entrado en combate contra el avance de las fuerzas soviéticas. Después de un mes de intensos combates, el cuerpo fue cercado dentro de la ciudad. El cuerpo fue puesto al mando de todas las unidades alemanas rodeadas, y Karl Pfeffer-Wildenbruch fue puesto al mando. Después de haber pasado su carrera como comandante de policía, Pfeffer-Wildenbruch carecía incluso de la comprensión militar básica, y como dijo el comandante del 6.º Ejército, Hermann Balck, "en el mejor de los casos, se podría decir que Budapest estaba dirigida por un político". Pfeffer-Wildenbruch estableció el centro de mando de su cuerpo en el Castillo de Buda, en el centro del distrito gubernamental húngaro, y ordenó a las fuerzas rodeadas que buscaran rutas de escape, algo que no lograron. Para entonces, el grupo de ejércitos de Balck estaba organizando un rescate.
El 1 de enero de 1945, el IV Cuerpo Panzer SS lanzó la Operación Konrad I, la primera de una serie de intentos de socorro. Después de las victorias iniciales, el asalto se estancó. Le siguió Konrad II, durante la cual se alcanzó a ver la ciudad antes de ser detenida por la tenaz defensa soviética.
El 17 de enero, el resto del cuerpo junto con el I Cuerpo húngaro, comandado por el general Iván Hindy, fueron evacuados a través del Danubio a Buda. El último intento de rescate, Konrad III, se detuvo el 28 de enero. En esta etapa, las fuerzas del Eje en Buda habían sido empujadas a una bolsa de un kilómetro cuadrado. El 11 de febrero de 1945, se ordenó al cuerpo que intentara salir. Solo 785 soldados pudieron llegar a las líneas alemanas, incluidos 170 hombres de las Waffen-SS. El 12 de febrero, el resto del cuerpo fue destruido y pequeños grupos de hombres, incluidos Pfeffer-Wildenbruch y su personal, se rindieron a las fuerzas soviéticas.

## Comandantes
- SS-Gruppenführer Karl-Gustav Sauberzweig (21 de junio de 1944 - ? de diciembre de 1944)
- SS-Obergruppenführer Karl Pfeffer-Wildenbruch (24 de diciembre de 1944 - 12 de febrero de 1945)

## Órdenes de batalla

### 16 de septiembre de 1944 - Croacia
- Formaciones del Cuerpo
  - 109.º Batallón de Comunicaciones SS
  - 509.º Regimiento de Montaña de Artillería SS
  - 509.ª Batería de Observación SS
  - 509.º Batallón Antiaéreo SS
  - 509.ª Tropa de Policía Militar SS
  - SS Kampfgruppe Dörner
- 118.ª División Jäger
- 7.ª División de Montaña SS Prinz Eugen
- 369.ª División Croata de Infantería (Wehrmacht)
- 13.ª División de Montaña SS Handschar

### 26 de diciembre de 1944 - Budapest
- Formaciones del Cuerpo
  - 509.º Regimiento de Montaña de Artillería SS
  - 509.º Batallón de Observación SS
  - 509.º Batallón Antiaéreo SS
  - 509.ª Tropa de Policía Militar SS
- 8.ª División de Caballería SS Florian Geyer
- 22.ª División de Caballería Voluntaria SS
- 13.ª División Panzer
- 60.ª División de Granaderos Panzer Feldherrnhalle
- 271.ª División de Infantería
  - 12.º Flaksturm Regiment
  - 4.º Regimiento de Policía SS
  - 4 x Batallones de infantería (que comprenden elementos supervivientes de otras unidades) ad hoc.